# Old Mars
Old Mars est une anthologie composée de quinze nouvelles (et une introduction) rassemblées par  Gardner R. Dozois et George R. R. Martin. Elle est parue le 8 octobre 2013 aux éditions Bantam Spectra. Toutes les nouvelles ont pour objet la planète Mars. L'anthologie Old Venus, éditée également par Gardner R. Dozois et George R. R. Martin et parue en 2015, peut-être vue comme la continuation de Old Mars.
Old Mars a obtenu le prix Locus de la meilleure anthologie 2014.

## Contenu
- (en) Introduction: Red Planet Blues, 2013 par George R. R. Martin
- (en) Martian Blood, 2013 par Allen Steele
- (en) The Ugly Duckling, 2013 par Matthew Hughes
- (en) The Wreck of the Mars Adventure, 2013 par David D. Levine
- (en) Swords of Zar-Tu-Kan, 2013 par Stephen Michael Stirling
- (en) Shoals, 2013 par Mary Rosenblum
- (en) In the Tombs of the Martian Kings, 2013 par Mike Resnick
- (en) Out of Scarlight, 2013 par Liz Williams (en)
- (en) The Dead Sea-Bottom Scrolls, 2013 par Howard Waldrop
- (en) A Man Without Honor, 2013 par James S. A. Corey
- (en) Written In Dust, 2013 par Melinda Snodgrass
- (en) The Lost Canal, 2013 par Michael Moorcock
- (en) The Sunstone, 2013 par Phyllis Eisenstein
- (en) King of the Cheap Romance, 2013 par Joe R. Lansdale
- (en) Mariner, 2013 par Chris Roberson (en)
- (en) The Queen of the Night’s Aria, 2013 par Ian McDonald